# Catende
Catende este un oraș în Pernambuco (PE), Brazilia.